# Amundsen-Ellsworth-Flugexpedition

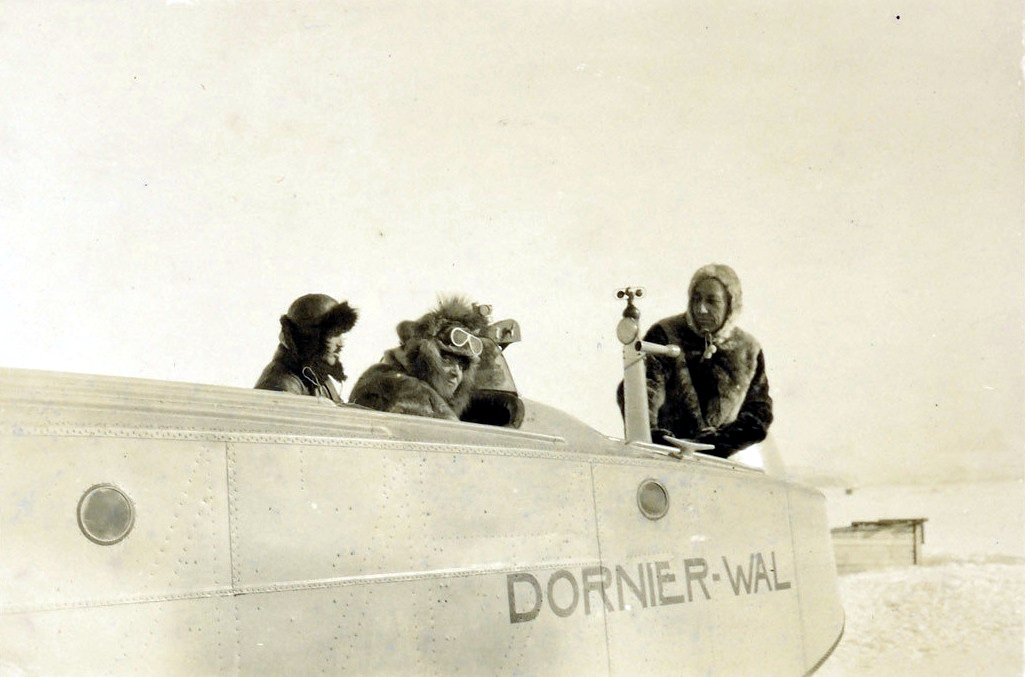
Feucht, Riiser-Larsen und Amundsen im Flugboot N25.

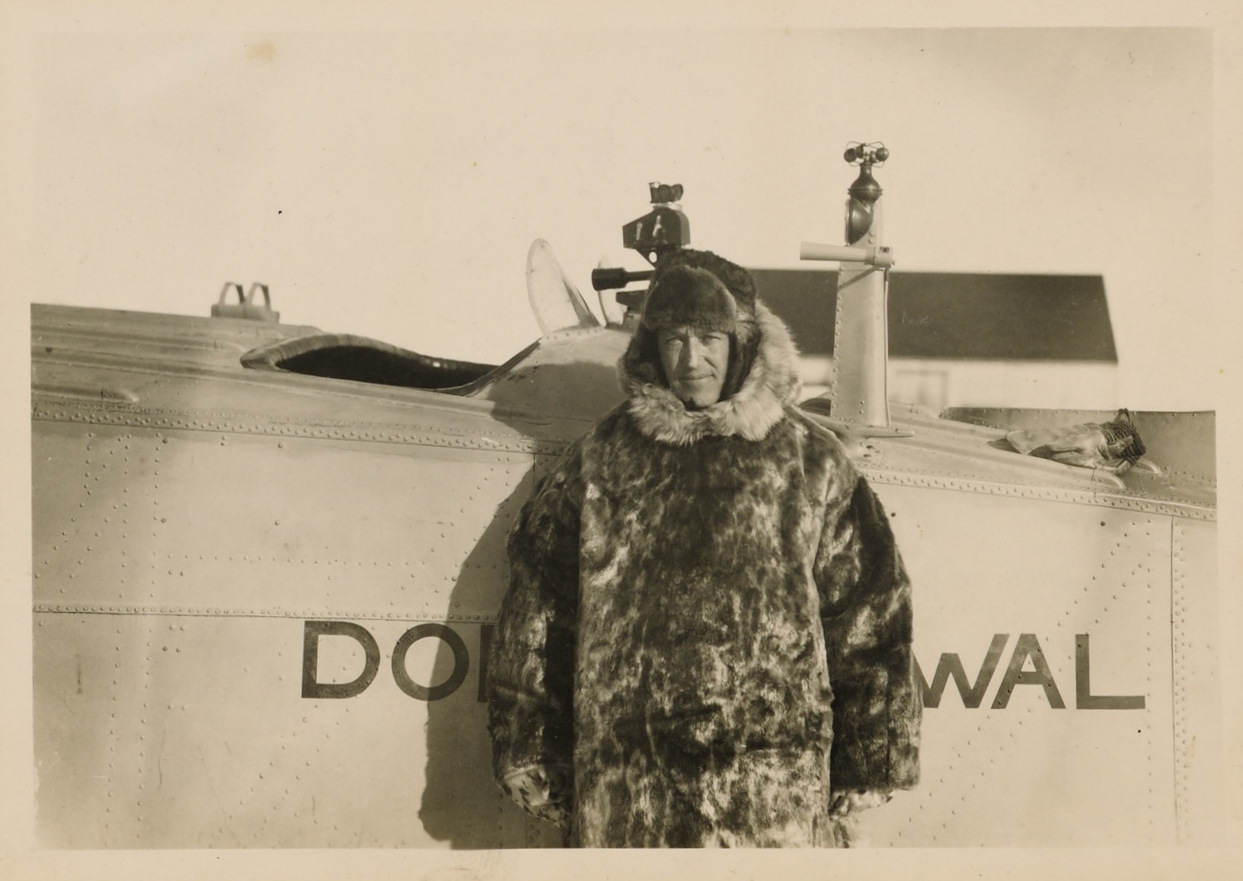
Ellsworth vor der N24.

Die Amundsen-Ellsworth-Flugexpedition war der erste Versuch, den Nordpol mit dem Flugzeug zu erreichen. Unter der Leitung des Norwegers Roald Amundsen flogen zwei Flugboote des Typs Dornier Wal am 21. Mai 1925 von Spitzbergen nach Norden und landeten nach acht Stunden bei 88° 43′ nördlicher Breite auf dem Eis, etwa 250 km vom geographischen Nordpol entfernt. Erst als die Männer nach 24 Tagen eine Startbahn planiert hatten, konnten sie mit einem der Flugboote nach Spitzbergen zurückzukehren.

## Vorgeschichte

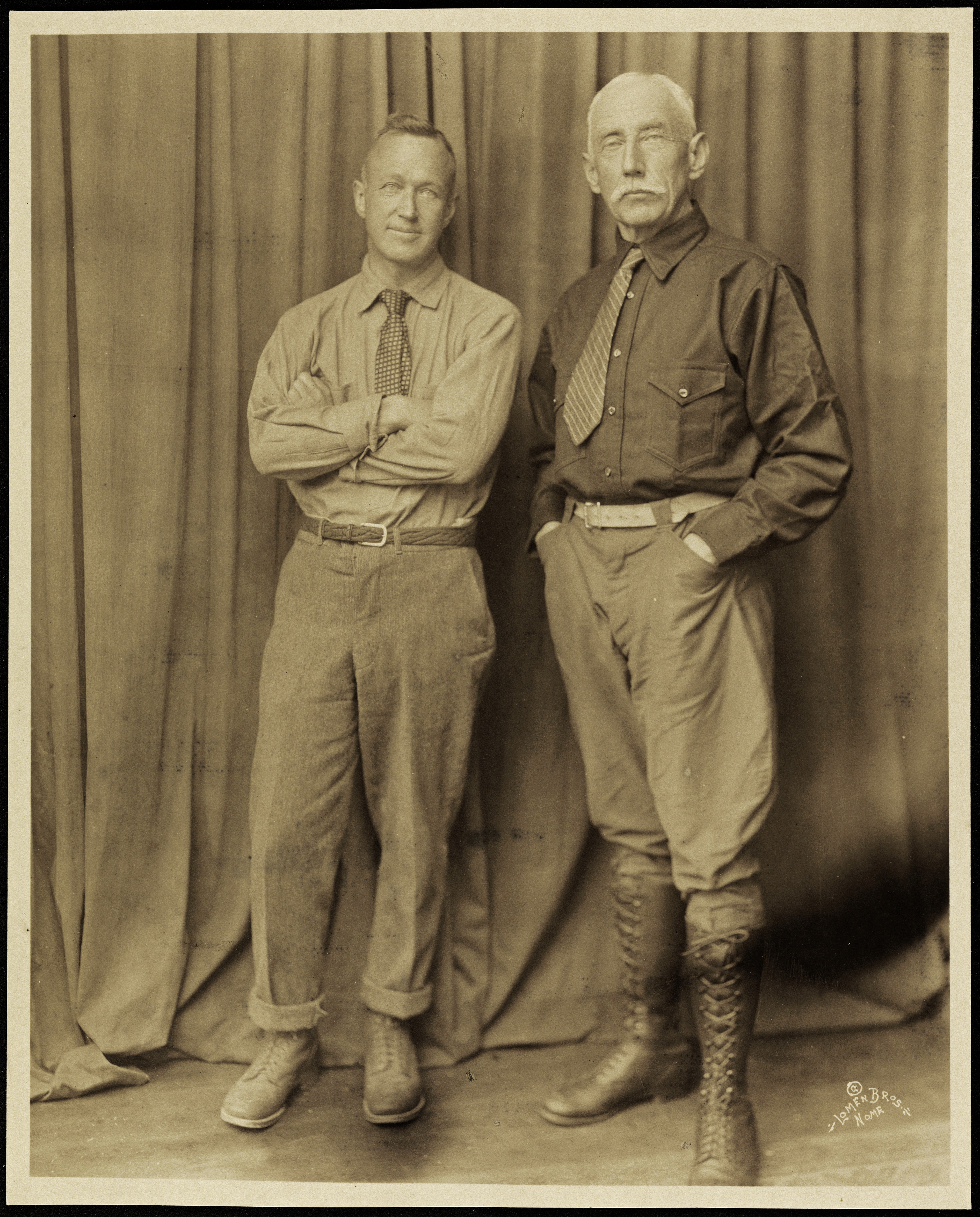
Ellsworth und Amundsen

Roald Amundsen war am Beginn des 20. Jahrhunderts einer der berühmtesten Entdeckungsreisenden. Er durchfuhr in den Jahren 1903 bis 1906 als Erster die Nordwestpassage und erreichte 1911 den Südpol vor seinem Rivalen Robert Falcon Scott. Amundsen erkannte früh das Potential des Flugzeugs für geographische Entdeckungen in den Polargebieten. Er erwarb 1914 als erster Zivilist den norwegischen Pilotenschein und kaufte im selben Jahr einen Farman-Doppeldecker. Nach Ausbruch des Ersten Weltkriegs überließ er das Flugzeug der Norwegischen Armee.
1918 startete Amundsen eine Driftexpedition durch den Arktischen Ozean nach dem Vorbild von Fridtjof Nansens Fram-Expedition mit dem eigens dafür gebauten Forschungsschiff Maud. Erst nach mehreren ungeplanten Überwinterungen und der nicht beabsichtigten ersten Fahrt durch die Nordostpassage von West nach Ost seit der Pioniertat von Adolf Erik Nordenskiöld lag das Schiff 1921 im Hafen von Seattle. Für seinen zweiten Versuch, mit der Maud ins Eismeer vorzudringen, kaufte Amundsen eine Larsen JL-6. Nach der Norddrift des Schiffs wollte er das letzte Stück zum Nordpol mit dem Flugzeug zurücklegen. Aber schon 1922 änderte er seinen Plan und ließ sich mit dem Piloten Oskar Omdal und dem Flugzeug bei Wainwright im Norden Alaskas an Land bringen, um von Alaska über den Pol nach Spitzbergen zu fliegen. Er wollte die Frage klären, ob im Arktischen Ozean noch weitere große Inseln existieren, wie von Robert Peary (Crocker Land), Frederick Cook (Bradley Land) und dem Walfänger John Keenan (Keenan Land) berichtet worden war. Nach zwei missglückten Testflügen im Mai und Juni 1923 musste Amundsen den Transpolarflug jedoch absagen.
Amundsen war inzwischen hochverschuldet und musste seine Expeditionspläne im Sommer 1924 zunächst aussetzen. Überraschend meldete sich am 8. Oktober 1924 ein neuer Sponsor. Der US-Amerikaner Lincoln Ellsworth bot Amundsen finanzielle Hilfe unter der Bedingung an, selbst an der Expedition teilnehmen zu dürfen. Ellsworth hatte als Vermessungsingenieur in Alaska gearbeitet und 1924 eine geologische Expedition der Johns Hopkins University durch die Peruanischen Anden geleitet. Sein wirkliches Interesse galt aber den Polargebieten. Am 9. November 1924 sicherte Ellsworths Vater, der Industrielle James William Ellsworth, Amundsen bei einem Treffen die Summe von 85.000 US-Dollar (das entspricht im Jahr 2025 1.559.683 US-Dollar) als Grundstock für die Flugexpedition zu. Das deckte die Kosten aber bei weitem nicht. Allein die Flugzeuge kosteten 82.000 US-Dollar. Weitere Mittel mussten durch den Verkauf von Polar-Briefmarken sowie durch Zeitungsartikel, Vorträge, Buchveröffentlichungen und einen Expeditionsfilm eingenommen werden. Amundsen verkaufte seine beiden Häuser Uranienborg und Rødsten an Freunde, die ihm anschließend das Nutzungsrecht einräumten.

## Expeditionsziel
Offiziell wurde die Expedition als „Vorerprobung für den Transpolarflug“ bezeichnet. Amundsen beschrieb ihr Ziel nachträglich wie folgt: „Die Aufgabe der Expedition war, soweit wie möglich in das unbekannte Gebiet zwischen Spitzbergen und dem Pol vorzudringen und herauszubekommen, was dort zu finden war, bzw. was es nicht gab. Es kommt für die geographische Forschung nicht nur darauf an, Land festzustellen – von der gleichen Bedeutung für die Kenntnis unseres Erdballs ist auch die Feststellung der Grenzen des Meeres.“ Sollte neues Land entdeckt werden, so war Amundsen autorisiert, es für Norwegen in Besitz zu nehmen.
Geplant war, mit zwei Flugzeugen von Spitzbergen aus zum 1200 km entfernten Pol zu fliegen und dort zu landen. Im Fall eines irreparablen Motorschadens könnten die Expeditionsteilnehmer in der anderen Maschine zum Startort zurückkehren. Wenige Wochen vor dem Start eröffnete Amundsen seinen Kameraden, dass er beabsichtige, mit einer der Maschinen nach Alaska weiterzufliegen, während die andere umkehren solle. Da beide Piloten sich gegen die Planänderung aussprachen, musste er auf diese Option verzichten.

## Vorbereitung

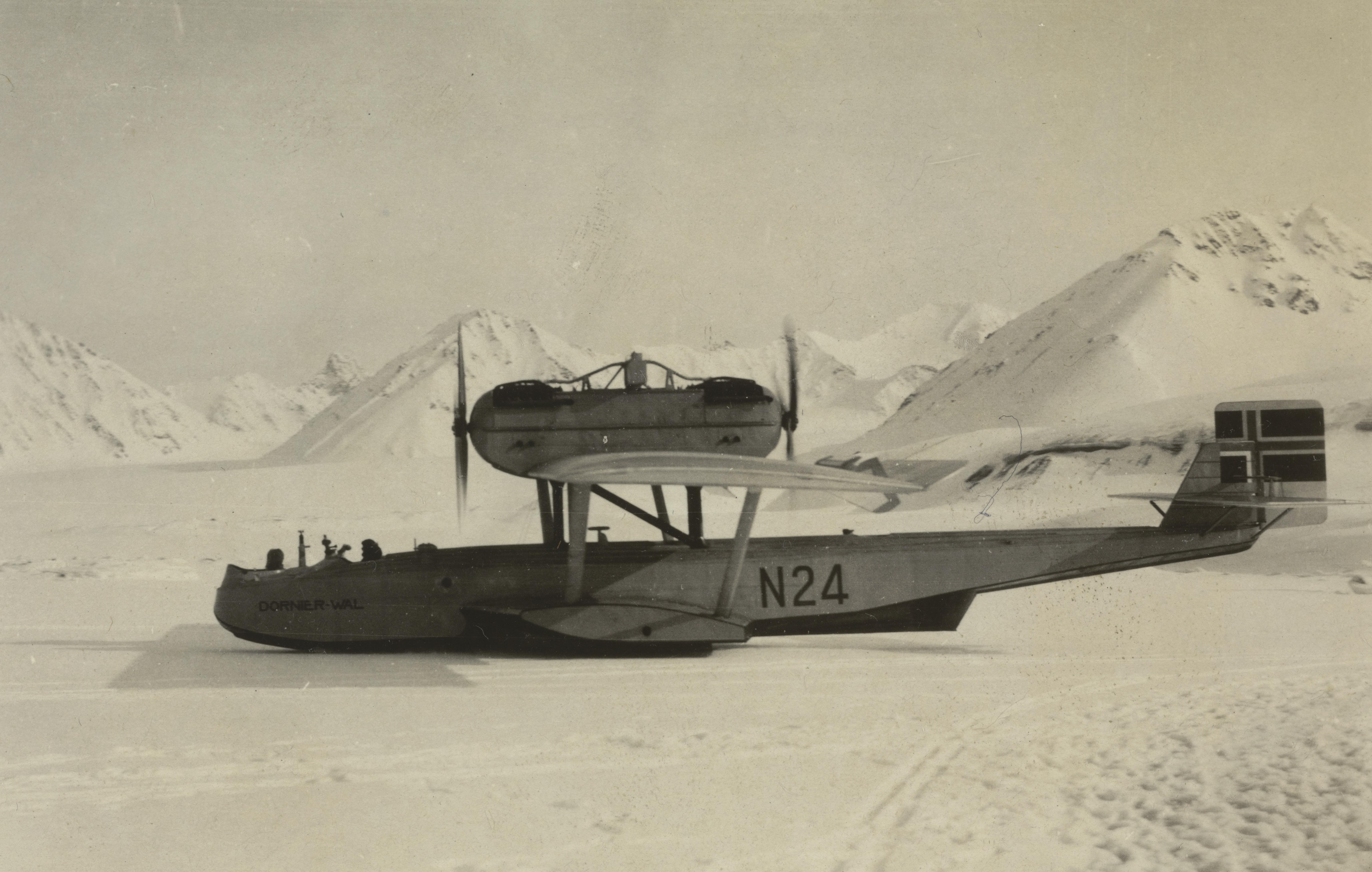
Eines der beiden Flugboote in Ny-Ålesund.

Bei der Organisation bekam Amundsen Unterstützung vom Norwegischen Luftfahrtverein (Norsk Luftseiladsforening), dessen Vorsitzender Rolf Thommessen (1879–1939) zum geschäftlichen Leiter einer Gesellschaft für den Nordpolflug ernannt wurde. Das ermöglichte unter anderem die Trennung der persönlichen finanziellen Mittel Amundsens von denen der Expedition.
Um die technischen Belange kümmerte sich der Marineflieger Hjalmar Riiser-Larsen. Amundsen war zu dem Schluss gekommen, dass er ein Flugzeug brauchte, das auf Land, Schnee und Wasser starten und landen konnte. Die Wahl fiel auf das Flugboot Dornier Wal, das mit zwei Rolls-Royce Eagle-IX-Motoren ausgestattet war. Die Maschinen wurden wegen der Einschränkungen des Versailler Vertrags nicht in Deutschland, sondern von der Costruzioni Meccaniche Aeronautiche in Marina di Pisa gebaut, und speziell an den Einsatz unter arktischen Bedingungen angepasst. Die zwei Flugboote N24 und N25 wurden bis Mitte April 1925 in sechs Kisten verpackt nach Spitzbergen verschifft und dort von Technikern der Dornier-Werke zusammengesetzt.
Um für alle Eventualitäten gerüstet zu sein, führte die Expedition Proviant für 30 Tage mit. Er bestand pro Tag und Mann aus 400 g Pemmikan, 250 g Schokolade, 125 g Keks, 100 g Trockenmilch und 125 g Malzextrakt –  zusammen ein Kilogramm. Außerdem waren beide Flugzeuge mit einem Segeltuchboot, einem Schlitten und einem Zelt beladen.
Bei der Optischen Anstalt C. P. Goerz in Berlin, die der Expedition unentgeltlich eine Reihe von Navigationsinstrumenten und Fotozubehör zur Verfügung stellte, hatte Amundsen den Bau von zwei Sonnenkompassen in Auftrag gegeben, mit dessen Hilfe der Pilot punktgenau nordwärts navigieren konnte, sofern die Sonne schien.

## Expeditionsmannschaft

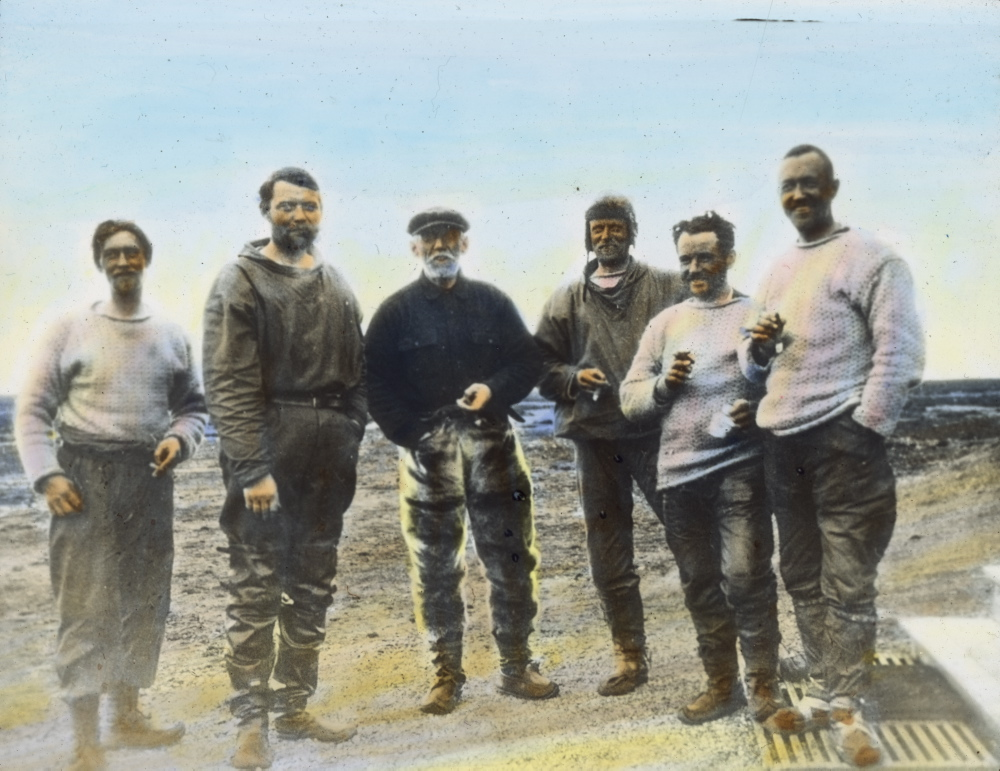
Die Expeditionsteilnehmer nach der Rückkehr: Omdal, Riiser-Larsen, Amundsen, Dietrichson, Feucht und Ellsworth (v. links n. rechts)

Die Besatzung beider Flugboote bestand aus je drei Männern, dem Piloten, dem Navigator und dem Mechaniker. Amundsen und Ellsworth hatten beide eine Pilotenausbildung absolviert, überließen die Steuerung der Maschinen aber erfahrenen Fliegern der Norwegischen Marine.
| Name                              | Herkunft    | Aufgabe                                    | Bemerkungen |     |     |     |
| N25                               | N25         | N25                                        | N25 | N25 | N25 | N25 |
| --------------------------------- | ----------- | ------------------------------------------ | --- | --- | --- | --- |
| Roald Amundsen (1872–1928)        | Norwegen    | Expeditionsleiter, Navigator               | Polarforscher, der als Erster die Nordwest-Passage durchfahren und den geographischen Südpol erreicht hatte |     |     |     |
| Hjalmar Riiser-Larsen (1890–1965) | Norwegen    | Pilot, stellvertretender Expeditionsleiter | Leutnant der Norwegischen Marine |     |     |     |
| Karl Feucht (1893–1954)           | Deutschland | Mechaniker                                 | Mitarbeiter der Dornier-Werke, der die Flugboote auf Spitzbergen gemeinsam mit einem Kollegen montierte, wurde erst wenige Tage vor dem Start als Expeditionsmitglied angeheuert                                                      |     |     |     |
| N24                               |             |                                            | |     |     |     |
| Lincoln Ellsworth (1880–1951)     | USA         | Navigator                                  | Hauptsponsor der Expedition |     |     |     |
| Leif Dietrichson (1890–1928)      | Norwegen    | Pilot                                      | Leutnant der Norwegischen Marine, wurde Ende 1924 vom Dienst freigestellt und übernahm die technische Organisation der Expedition |     |     |     |
| Oskar Omdal (1895–1927)           | Norwegen    | Mechaniker, Kameramann, Fotograf, Koch     | Leutnant der Norwegischen Marine, Flieger der Maud-Expedition, hatte 1920 den ersten norwegischen Passagierlinienflug von Stavanger über Haugesund nach Bergen durchgeführt und als Mechaniker in der Norsk Aeroplanfabrik gearbeitet |     |     |     |

## Verlauf

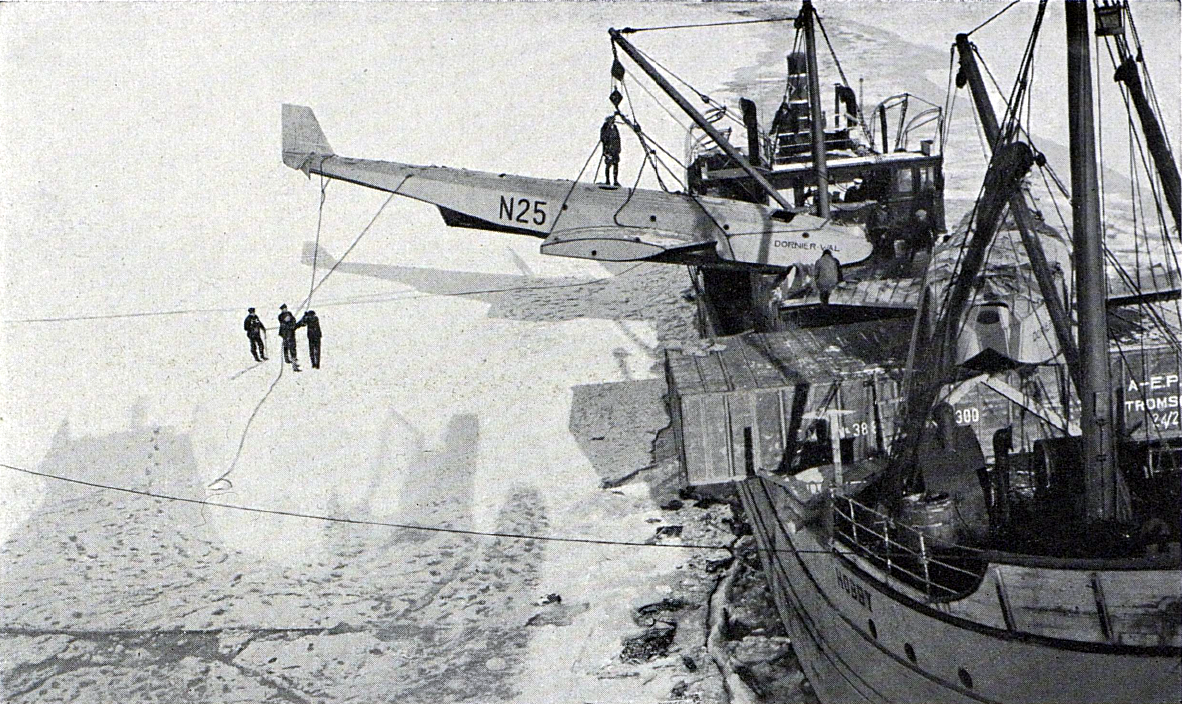
N25 wird von der Hobby abgeladen.

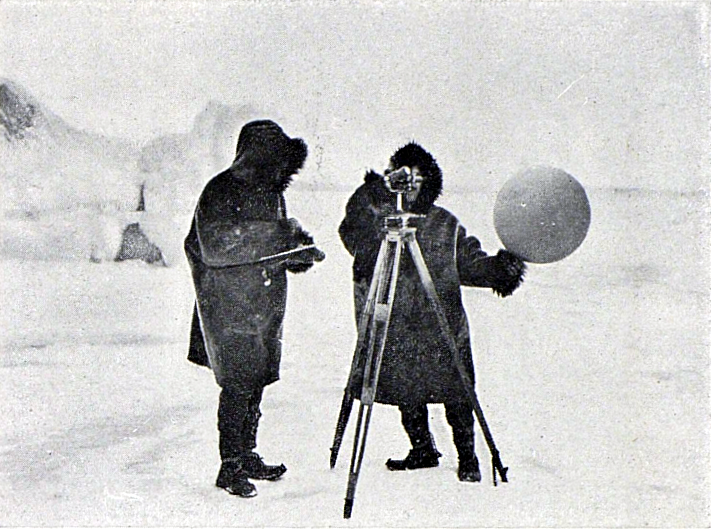
Die Meteorologen lassen einen Pilotballon steigen.

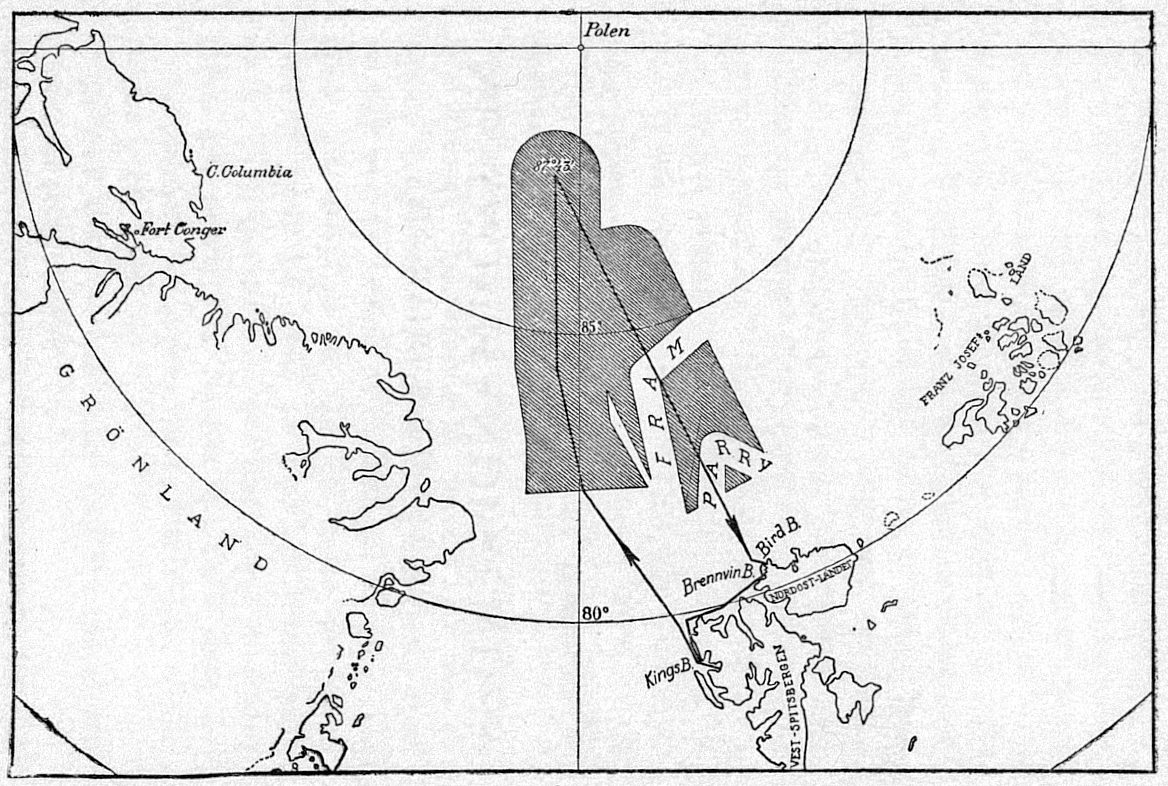
Die Route der Flugexpedition.

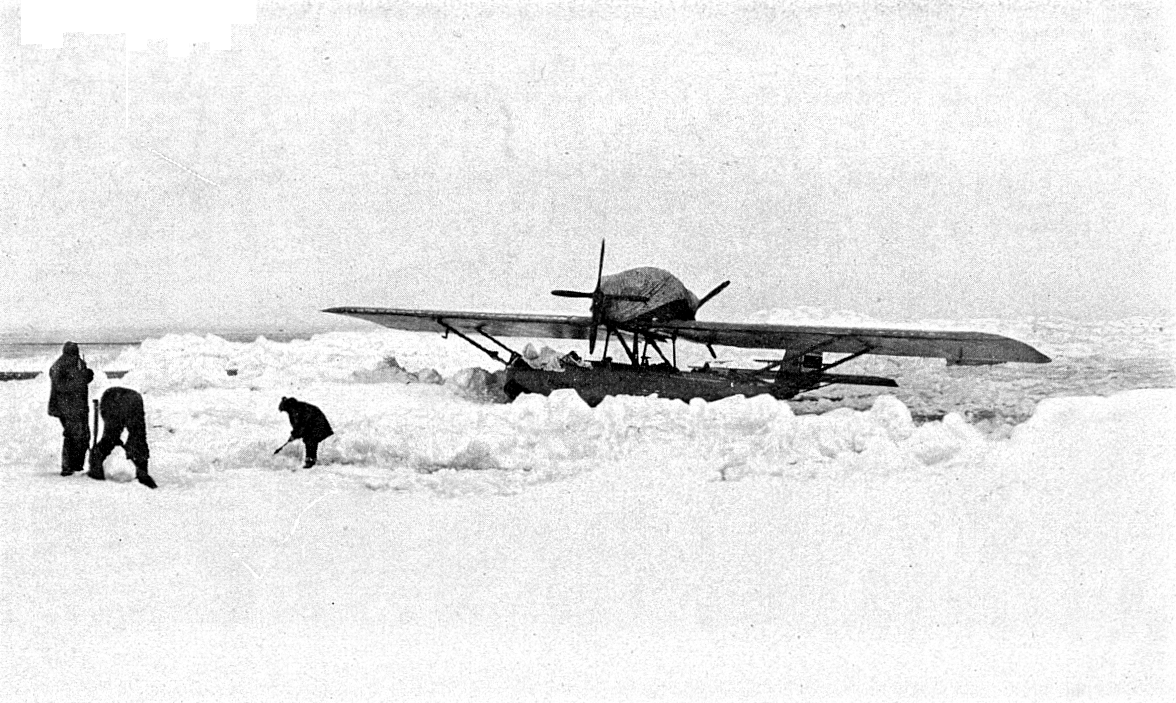
N25 nach der Landung auf dem Eis.

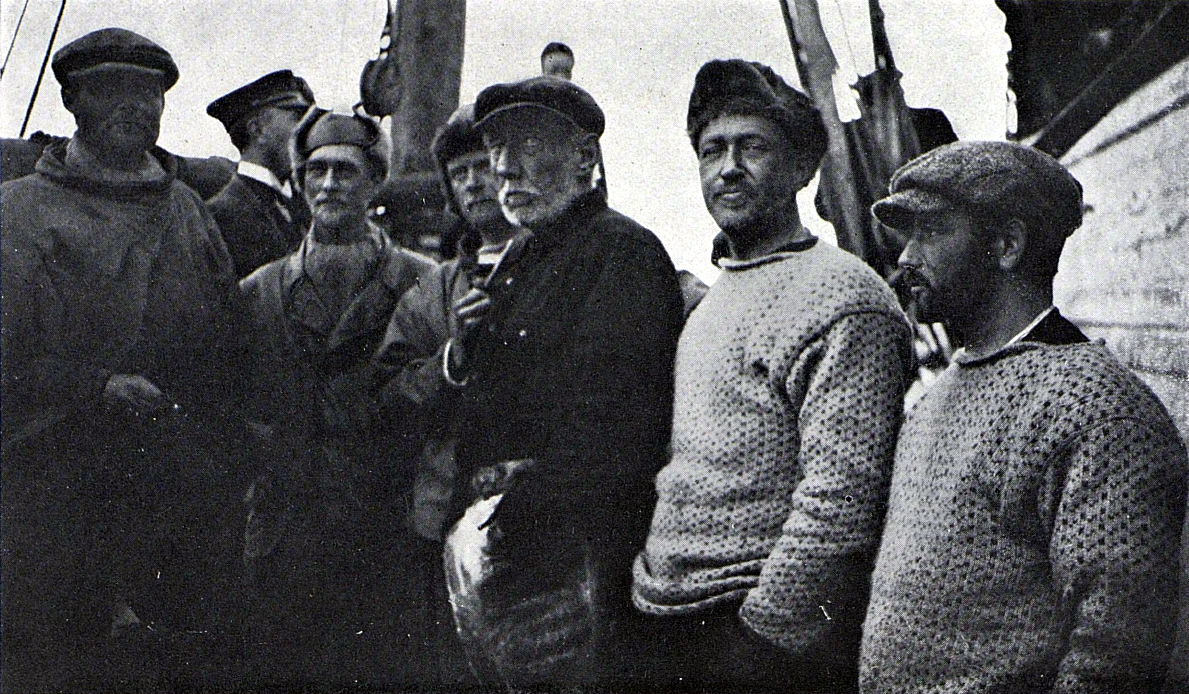
Auf der Sjøliv (von links nach rechts: Riiser-Larsen, Omdal, Dietrichson, Amundsen, Ellsworth, Feucht).

Am 13. April 1925 kamen Amundsen und Ellsworth an Bord der Farm, eines Transportschiffs der Norwegischen Marine, das der Expedition auf Beschluss des Stortings unentgeltlich zur Verfügung gestellt wurde, in Ny-Ålesund am Kongsfjord an. Die Transportkisten mit den Flugbootteilen folgten auf der Hobby. Die Mechaniker der Dornier-Werke setzten sie bis zum 2. Mai zusammen. Es stellte sich heraus, dass jedes Flugboot mit 3100 kg Ausrüstung und Proviant belastet werden musste. Werksseitig wurde dagegen eine Maximalnutzlast von 2600 kg angegeben. Die Piloten waren aber der Meinung, dass ein Start vom Eis – anders als vom Wasser – trotzdem gelingen sollte. Am 18. Mai sahen die Meteorologen Jacob Bjerknes und Ernst Calwagen (1894–1925) für die nächsten Tage gutes Flugwetter voraus. Schließlich wurde der Starttermin auf den 21. Mai festgelegt.
Kurz nach 17 Uhr hob die N25 mit Riiser-Larsen, Amundsen und Feucht ab, kurz darauf auch das zweite Flugboot. Schon beim Start riss am Boden der N24 eine Naht, aber Dietrichson entschied sich weiterzufliegen. In Sichtweite zueinander folgten die Flugboote zunächst der Nordwestküste Spitzbergens. Nach einer Stunde überquerten sie die Insel Amsterdamøya, hinter der ein ausgedehntes Nebelfeld lag. Erst nach weiteren zwei Stunden erblickten die Männer unter sich das arktische Packeis. Bald wurde klar, dass Amundsen sich in einem wichtigen Punkt geirrt hatte – statt kilometerlanger flacher Eisschollen trafen sie auf eine Eisfläche, die durch Risse und Blöcke in kleine unregelmäßige Stücke geteilt war und keinen sicheren Landeplatz bot. Da Amundsen den Eindruck hatte, vom Wind nach Westen abgetrieben worden zu sein, schwenkten die Flugboote nun ein wenig ostwärts. Um 1:15 Uhr des Folgetages hatten die Männer nach ihrer Schätzung den 88. Breitengrad erreicht, als Feucht meldete, dass die Hälfte des Treibstoffs verbraucht wäre. Amundsen entschied sich für die Landung, um eine genaue Ortsbestimmung vorzunehmen. Als Riiser-Larsen auf der Suche nach einem geeigneten Landeplatz schon die Flughöhe reduzierte, fiel einer der Motoren aus. Es gelang dem Piloten jedoch, die N25 in einer Wasserrinne zu landen, die nicht viel breiter als das Flugboot war. Dietrichson sah, dass in unmittelbarer Nähe zur N25 kein Platz für ein zweites Flugboot war, und wasserte drei bis vier Meilen weiter südlich.
Sofort versuchte die Besatzung der N25, das Flugboot auf das Eis zu ziehen, um es davor zu bewahren, in der engen Rinne, die sich jederzeit schließen konnte, vom Eis zerdrückt zu werden. Das gelang trotz stundenlanger schwerer Arbeit zunächst nicht. Zu klären war auch, was mit N24 passiert war. Am 23. Mai entdeckte Amundsen mit dem Fernglas das Flugboot, das Zelt der Kameraden und die in den Schnee gesteckte norwegische Fahne. Mit Hilfe von Signalflaggen konnten sich die Piloten untereinander verständigen. N24 hatte bei der Landung weiteren Schaden genommen und war leck geworden. Es war der Besatzung zwar gelungen, das Flugboot aufs Eis zu ziehen, aber der hintere Motor war ausgefallen und ließ sich von Omdal nicht reparieren. Es wurde vereinbart, dass die Besatzung zur N25 hinüberwechseln sollte, was bei den herrschenden Eisverhältnissen aber erst zwei Tage später möglich war. Der Marsch der drei Männer über das Eis endete fast tragisch, denn Dietrichson und Omdal brachen im Eis ein. Ellsworth konnte sie aus dem Wasser ziehen, wofür er später mit der norwegischen Lebensrettungsmedaille ausgezeichnet wurde. Das letzte Stück des Weges war zu Fuß unpassierbar. Riiser-Larsen musste die Kameraden mit dem Segeltuchboot abholen.
Da es Feucht gelungen war, den ausgefallenen Motor der N25 wieder zum Laufen zu bringen, wurde beschlossen, die N24 zurückzulassen und zu versuchen, zu sechst in der N25 nach Spitzbergen zurückzukehren. Die Männer bereiteten sich aber parallel darauf vor, unter Mitnahme des Schlittens auf Skiern zum Festland zurückzukehren. Nach Bestimmung der Position (87° 43′ Nord; 10° 20′ West) schien Kap Columbia, der nördlichste Punkt der kanadischen Ellesmere-Insel, die richtige Wahl zu sein. Godfred Hansen hatte dort 1920 ein Depot für die Maud-Expedition angelegt. Amundsen reduzierte vorsorglich die tägliche Essensration von 1000 auf 300 Gramm pro Person und führte einen streng geregelten Tagesablauf mit festen Zeiten für das Arbeiten, Essen, Rauchen, Reden und Schlafen ein. Das hatte sich auf seinen früheren Expeditionen bewährt. Die erste Aufgabe der wiedervereinigten Expeditionsmannschaft bestand darin, die N25 endlich auf eine feste Eisscholle zu ziehen. Anschließend wurden Benzin und Proviant von der N24 herübergeholt. Um sicher abheben zu können, benötigte das Flugboot eine etwa 500 m lange Startbahn, die auf der inzwischen gefrorenen Wasserrinne angelegt werden sollte, die noch glatt und eben war. Die ständigen Eispressungen erzeugten aber immer wieder Risse und schoben die Schollen übereinander. Sehr viel Zeit verbrachten die Männer mit dem Bau einer Rampe, über die N25 auf das junge Eis heruntergeschoben werden konnte. Am 1. Juni missglückte der erste Startversuch mir Riiser-Larsen und Feucht an Bord. Das junge Eis trug noch nicht. Nachdem das Flugboot mit vereinten Kräften gewendet worden war, musste darauf gewartet werden, das das Wasser wieder zufror. In dieser Zeit musste N25 immer wieder bewegt werden, um ein Festfrieren zu verhindern. Nach schweren Eispressungen, die die Maschine fast zerstört hätten, scheiterten am folgenden Tag zwei weitere Startversuche. Auf der Suche nach einem neuen Startplatz entdeckten Riiser-Larsen und Omdal am 4. Juni eine etwa 500 m² große Eisscholle, die mit dem Flugboot allerdings schwierig und nur durch kräftezehrende Arbeit zu erreichen war. Anschließend musste eine Startbahn planiert werden. Amundsen schätzte, dass die Männer dazu trotz Mangelernährung etwa 500 t Eis bewegten. Am 6. Juni kürzte Amundsen die Essensration auf 250 g pro Tag. Auch die zwei nächsten Startversuche misslangen.
Amundsen legte den Termin für den ultimativen Versuch, mit dem Flugboot Land zu erreichen auf den 15. Juni. Da die N25 sechs Männer tragen sollte, konnte von der Ausrüstung nur das nötigste mitgenommen werden: Benzin für acht Flugstunden, zwei Segeltuchboote, zwei Schrotflinten und 200 Patronen, die Schlafsäcke, ein Zelt, Kochgeräte und der Proviant. Dietrichson versteckte unter seiner Jacke einen Stoffaffen, das Maskottchen der N24, das sich heute im Osloer Fram-Museum befindet. Der Start gelang. Wegen tief hängender Wolken flog Riiser-Larsen die N25 zunächst auf 50 m Höhe. Als später Nebel aufkam, flog er in 200 m Höhe darüber hinweg. Als sie schon über die Sjuøyane flogen, versagte die Steuerleitung, und sie mussten bei hoher See notwassern. Eine Stunde später erreichten sie die Nordspitze von Nordostland. Der Robbenfänger Sjøliv, der sich in der Nähe befand, nahm die Männer an Bord und schleppte das Flugboot in den Brennevinsfjord, wo es zunächst zurückgelassen wurde. Am Abend des 17. Juni fuhr die Sjøliv in den Kongsfjord ein und erreichte am 18. Juni gegen ein Uhr Ny-Ålesund.
Wie Amundsen es vor dem Start verfügt hatte, hatte man zwei Wochen auf die Rückkehr der Flugboote gewartet, dann war die Hobby aufgebrochen, um nördlich von Spitzbergen nach Spuren der Expedition zu suchen. Sie hatte bei den Sjuøyane die Kante des Packeises erreicht und war dieser nach Westen gefolgt. Schließlich war sie in den Kongsfjord zurückgekehrt. Inzwischen hatte die norwegische Regierung das Marineschiff Heimdal und zwei Hansa-Brandenburg-Flugzeuge für eine Rettungsexpedition entsandt. Die überraschende Rückkehr der Expeditionsmannschaft machte diese unnötig.
Am 25. Juni verließen die Mitglieder der Expedition auf dem Kohledampfer Albr. W. Selmer Spitzbergen. An Deck befand sich das verbliebene Flugboot. Am 5. Juli flogen die Expeditionsmitglieder mit der N25 von Horten ins festlich geschmückte Oslo, wo sie begeistert empfangen wurden.

## Ergebnisse
Amundsen bewies mit seiner Pioniertat, dass Fluggeräte bei stabilen Wetterverhältnissen hervorragend zur Erforschung der Arktis geeignet sind. Meteorologische Messungen auf Spitzbergen und in Polnähe waren für weitere Flüge von größter Bedeutung. Die Expedition hatte unbekannte Gebiete der Arktis überflogen und war dem Nordpol so nahe gekommen wie kein Flugzeug zuvor. Sie hatte auf ihrem Weg aber kein neues Land entdeckt. 250 km vor dem Nordpol war mit dem Echolot die beträchtliche Meerestiefe von 3750 m gemessen worden. Amundsen war sich deshalb sicher, dass es nördlich von Spitzbergen kein Land gibt.

## Nachgeschichte
Die Amundsen-Ellsworth Flugexpedition war der erste Versuch, den Nordpol mit dem Flugzeug zu erreichen. Ein Jahr später folgten die US-Amerikaner Richard Evelyn Byrd und Floyd Bennett. Sie starteten mit einer dreimotorigen Fokker F.VII ebenfalls in Ny-Ålesund und berichteten, den Pol auf ihrem 15-stündigen Flug erreicht zu haben. Spätere Analysen der Wetterverhältnisse und Bordnotizen lassen das ernsthaft bezweifeln.
Amundsen traf sich Ende Juli 1925 mit Umberto Nobile, um Verhandlungen über den Kauf des von diesem konstruierten Luftschiffs N-1 aufzunehmen. James William Ellsworth war am 2. Juni gestorben, und sein Sohn hatte ihn beerbt. Er unterstützte Amundsen mit 100.000 US-Dollar, so dass dieser den Kaufvertrag am 1. September unterzeichnen konnte. Am 11. Mai 1926 stieg das Luftschiff, das Amundsen in Norge umbenannt hatte, in Ny-Ålesund auf und überflog am nächsten Tag den Nordpol. Die Fahrt endete bei Teller in Alaska.

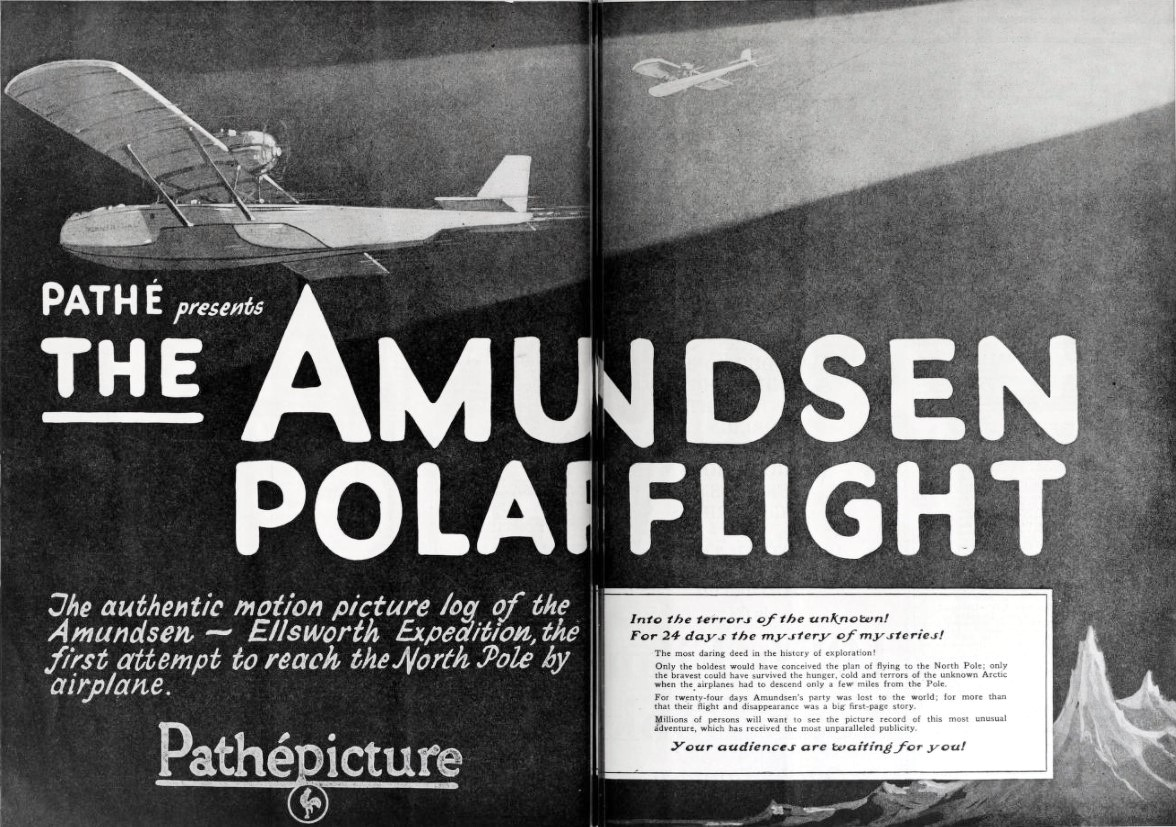
Werbung für die amerikanische Version des Expeditionsfilms

Im September 1925 kam der Dokumentarfilm Roald Amundsen – Ellsworths flyveekspedition 1925 in die norwegischen Kinos. Die Aufnahmen auf Spitzbergen stammten von Paul Berge (1891–1969), die während des Fluges und im Eis von Oskar Omdal. Die Filmaufnahmen aus den 24 Tagen im Eis dokumentieren die endlose Mühsal, die Entschlossenheit und den Überlebenswillen der sechs Männer. Das Filmmaterial wurde in Berges Studio Spektro-film geschnitten und mit Zwischentiteln versehen. Die norwegische Version war 118 Minuten lang, die amerikanische nur 34 Minuten. 2013 wurde eine 107 Minuten lange restaurierte Fassung veröffentlicht.
Ebenfalls noch 1925 erschien der Reisebericht Gjennem luften till 88° nord, geschrieben von Amundsen, Riiser-Larsen, Dietrichson, Bjerknes und dem Journalisten Fredrik Ramm (1892–1943). Die amerikanische Ausgabe Our Polar Flight enthält zusätzlich einen Beitrag von Ellsworth. Das Buch wurde in mehrere Sprachen übersetzt und erschien 1926 auf Deutsch unter dem Titel Die Jagd nach dem Nordpol. Mit dem Flugzeug zum 88. Breitengrad im Ullstein-Verlag.
Der N25 stand noch eine wechselvolle Geschichte bevor. Dornier kaufte das Flugboot Anfang 1927 zurück. Nach einer Grundüberholung und Umrüstung wurde es an den Briten Frank Courtney (1894–1982) verkauft, der mit ihr über den Nordatlantik nach Kanada und zurück fliegen wollte. Im August 1927 wurde das Flugboot aber bei einem Zwischenstopp in La Coruña beschädigt. Die Maschine wurde erneut umgerüstet und erhielt das deutsche Kennzeichen D-1422. Am 18. August 1930, startete Wolfgang von Gronau in List auf Sylt zum Nordatlantikflug. Nach Zwischenlandungen in Island, Grönland und Labrador erreichte von Gronau am 26. August 1930 den Hafen von New York. Im März 1932 wurde das Flugboot dem Deutschen Museum in München übergeben.